# Bräcke Polar Bears
Bräcke Polar Bears (Bräcke IK) är en ishockeyklubb från Bräcke i Jämtland.
Säsongerna 2002/2003, 2003/2004 och 2004/2005 spelade A-laget i Division 1. När man åkte ur Division 1 beslutade man att lägga ner A-lagsverksamheten, men den återstartades 2006. Laget spelar säsongen 2019/2020 i Hockeytrean Jämtland.